# جاك هالي
جاك هالي (بالإنجليزية: Jack Haley)‏ (و. 1898 – 1979 م) هو مغني، وكاتب سيناريو، وممثل أفلام أمريكي، ولد في بوسطن، توفي في لوس أنجلوس، عن عمر يناهز 81 عاماً، بسبب نوبة قلبية.

## وصلات خارجية
- جاك هالي على موقع IMDb (الإنجليزية)
- جاك هالي على موقع الموسوعة البريطانية (الإنجليزية)
- جاك هالي على موقع ألو سيني (الفرنسية)
- جاك هالي على موقع ميوزك برينز (الإنجليزية)
- جاك هالي على موقع أول موفي (الإنجليزية)
- جاك هالي على موقع قاعدة بيانات برودواي على الإنترنت (الإنجليزية)
- جاك هالي على موقع قاعدة بيانات الأفلام السويدية (السويدية)
- جاك هالي على موقع إن إن دي بي (الإنجليزية)
- جاك هالي على موقع ديسكوغز (الإنجليزية)
- جاك هالي على موقع قاعدة بيانات الفيلم (الإنجليزية)